# Eritrea a 2018. évi téli olimpiai játékokon
Eritrea a dél-koreai Phjongcshangban megrendezett 2018. évi téli olimpiai játékok egyik részt vevő nemzete volt. Az országot az olimpián 1 sportágban 1 sportoló képviselte, aki érmet nem szerzett.

## Alpesisí
Férfi
| Versenyző            | Versenyszám      | 1. futam      | 1. futam      | 2. futam | 2. futam | Összesítés | Összesítés |
| Versenyző            | Versenyszám      | Idő           | Hely.         | Idő      | Hely.    | Idő        | Helyezés   |
| -------------------- | ---------------- | ------------- | ------------- | -------- | -------- | ---------- | ---------- |
| Shannon-Ogbnai Abeda | Óriás-műlesiklás | 1:19,86       | 67.           | 1:20,01  | 62.      | 2:39,87    | 61.        |
| Shannon-Ogbnai Abeda | Műlesiklás       | nem ért célba | nem ért célba | kiesett  | kiesett  | kiesett    | kiesett    |